# Chaetomidium unciatum
Chaetomidium unciatum är en svampart som beskrevs av Dennis 1974. Chaetomidium unciatum ingår i släktet Chaetomidium och familjen Chaetomiaceae.   Inga underarter finns listade i Catalogue of Life.